# Nitrilkation
A nitrilkation (nitrilion, vagy régebbi nevén nitróniumion, NO+2) reakcióképes szervetlen kation, mely a paramágneses nitrogén-dioxidból egy elektron eltávolításával vagy a salétromsav protonálódását követően vízkilépéssel keletkezik.
Reakciókészsége túl nagy ahhoz, hogy normál körülmények között létezzen, de kiterjedten használják elektrofilként más anyagok nitrálása során. Az iont e célból in situ állítják elő tömény kénsav és tömény salétromsav elegyítésével:
2 H2SO4  +  HNO3  →  2 HSO−4  +  NO+2 +  H3O+
A nitriliont először Raman-spektroszkópiával detektálták, mivel szimmetrikus nyújtórezgése Raman-aktív, de infravörös inaktív. (A nitrilkation a szén-dioxidhoz hasonlóan lineáris alakú, rezgési spektrumuk hasonló.) A nitrilion megtalálható a szilárd nitrogén-pentoxidban (N2O5), mivel az nitrilionból és nitrátból felépülő ionrácsos anyag, ám folyadék vagy gáz halmazállapotban molekuláris felépítésű és nem található benne nitrilion.
A nitrilion nehány gyenge nukleofil aniont tartalmazó sója stabil, előállítható. Ezek közé tartozik a nitril-perklorát (NO+2ClO−4), nitril-tetrafluoroborát (NO+2BF−4), nitril-hexafluorofoszfát (NO+2PF−6), nitril-hexafluoroarzenát (NO+2AsF−6) és a nitril-hexafluoroantimonát (NO+2SbF−6). A felsorolt vegyületek mindegyike erősen higroszkópos.
A nitrilion a szén-dioxiddal és a dinitrogén-oxiddal izoelektronos és ezekhez a molekulákhoz hasonlóan lineáris szerkezetű, az ONO kötésszög 180°. Mindezek miatt a rezgési spektruma hasonló a szén-dioxidéhoz: a nitrálóelegyekben a Raman-aktív szimmetrikus nyújtórezgés alapján azonosították először.

## Rokon részecskék
Az NO2F nitril-fluorid és NO2Cl nitril-klorid nem nitril-só, hanem molekuláris vegyületek, amint azt alacsony forráspontjuk (rendre −72 °C és −6 °C) és rövid N–X kötéshossz (N–F 135 pm, N–Cl 184 pm) is mutatja.
Egy elektron hozzáadásával az ·NO2 nitrilgyök keletkezik, mely meglehetősen stabil, és nem más, mint a nitrogén-dioxid.
A megfelelő negatív töltésű részecske az NO−2 nitrition.

## Fordítás
Ez a szócikk részben vagy egészben  a   Nitronium ion című angol Wikipédia-szócikk ezen változatának fordításán alapul.  Az eredeti cikk szerkesztőit annak laptörténete sorolja fel. Ez a jelzés csupán a megfogalmazás eredetét és a szerzői jogokat jelzi, nem szolgál a cikkben szereplő információk forrásmegjelöléseként.